# Niendorf Nord
Niendorf Nord è una stazione della metropolitana di Amburgo, sulla linea U2.